# 森本隼太
森本隼太（Shunta Morimoto，2004年—）是一位日本鋼琴家，出生在日本京都市。

## 簡介
森本隼太曾獲2022年英國黑斯廷斯國際鋼琴協奏曲大賽（Hastings International Piano Concerto Competition）冠軍，2020年受邀位於奧地利之埃根博格城堡所举行的Arsonore国际音乐节演奏，2019年獲得在德國富爾達举行的PIANALE國際鋼琴學院及比賽（PIANALE International Piano Academy & Competition）評審團獎。2018年美國阿羅哈國際鋼琴節（Aloha International Piano Festival）青少年獨奏組第一名，協奏曲組第一名。2018年日本PTNA鋼琴比賽G級金獎、東京都知事獎及2016年日本PTNA鋼琴比賽E級金獎。